# Божена Пржемисловна
Божена або Беатріс Богемська (англ. Beatrice of Bohemia; чеськ: Božena Přemyslovna; 1225/1227 — 27 квітня 1290) — Богемська принцеса, донька короля Богемії Пшемисла-Отокара ІІ, дружина Оттона III, маркграфа Бранденбурзького.
І по батьківській і по материнській лінії була нащадком Великих князів Київських Володимира Великого та Мстислава І.

## Біографія
Точна дата народження невідома. Називають 1225, 1227 і 1230 рр.
Народилась в родині короля Богемії Пшемисла-Отокара ІІ та його дружини Кунігунди Швабської, доньки короля Німеччини Філіппа.
У 1243 р. Богемська принцеса вийшла заміж за маркграфа Бранденбурга Отто III. Після шлюбу Отто став вірним союзником свого зятя Пшемисла, який у 1253 році став королем. У шлюбі Божени та Отто ІІІ народилось шестеро дітей.
Отто ІІІ помер у 1267 році, а його дружина Божена пережила його більше ніж на 15 років.
Померла 27 квітня 1290.

## Родина
Чоловік — Оттон III, маркграф Бранденбурзький
Діти:
- Йоган III (1244—1268) — маркграф Бранденбургу
- Отто V (1246—1298) — маркграф Бранденбургу
- Альбрехт III (1250—1300) — маркграф Бранденбургу
- Отто VI (1255—1303) — маркграф Бранденбургу
- Кунігунда (?-1292) — дружина з 1264 — Бела, князь Славонії (1245—1269), з 1273 — Валеран IV князь Лімбургу
- Матільда (?-1316) — одружена з 1266 на Барномі I князі Померанії (1218—1278)

## Генеалогія
Божена Пшемисловна веде свій родовід, в тому числі, й від Великих князів Київських Володимира Великого та Мстислава Великого.